# Hinter der Tür (Giorgio Bassani)
Hinter der Tür (italienisch Dietro la porta) ist der Titel eines 1964 publizierten Adoleszenzromans von Giorgio Bassani. Die deutsche Übersetzung von Herbert Schlüter erschien 1967. Der Roman handelt von Schülerfreundschaften und dem Beziehungsgeflecht einer gymnasialen Oberstufenklasse. Für den Erzähler beendet diese unglücklichste Zeit seines Lebens seine Kindheit.

## Überblick
Der Roman schildert die persönliche Entwicklung des Erzählers während seines ersten gymnasialen Oberstufenjahrs Ende der 1920er Jahre in Ferrara. Er erlebt die Gruppendynamik innerhalb der Klasse mit Leistungsvergleichen, Neid, Ausgrenzung, Freundschaften und Zweckbündnissen.
Der Erzähler ist der Sohn einer reichen jüdischen Familie, die mit ihren drei Kindern eine große Villa mit 50 Zimmern bewohnt und einen großbürgerlichen Haushalt mit Angestellten führt. Der Vater ist Mediziner, arbeitet aber nicht mehr als Arzt und verwaltet als Rentier das durch Handelsgeschäfte seines Vaters entstandene Vermögen.
Durch ein schockierendes Erlebnis Im Schuljahr 1929/30 vollzieht sich für den Erzähler abrupt der Abschied von seiner Kindheit. In der Grundschule und in den ersten Jahren des Gymnasiums hatte er gute Noten. Durch das mangelnde Interesse an Naturwissenschaften und Mathematik verschlechterte sich seine Situation und er erreichte die Oberstufe nur durch eine Nachprüfung in Mathematik. Erschwert wird sein Wechsel in die neue Klasse zudem durch den Wegzug seines Freundes Ortelo Forti. Nur wenige Schüler, zu den Mädchen hat er keinen Kontakt, kommen für ihn als Freunde in Frage, mit den meisten teilt er keine Interessen und legt auf ihren Umgang keinen Wert. So fühlt sich der Erzähler isoliert und findet keinen Anschluss an die alten Peergroup-Seilschaften. V. a. der Primus Carlo Catollica behandelt ihn zwar distanziert höflich, sieht ihn aber in den sprachlichen Fächern als Rivalen um die Spitzenposition an und lädt ihn nicht in seine Hausaufgabengemeinschaft ein. Andererseits ist der Erzähler zu stolz, um sich um eine Aufnahme zu bemühen.
Der in die Klasse eingetretene Schüler Luciano Pulga sucht seinen Kontakt und drängt sich ihm als Kompagnon auf. Durch den Arbeitsplatzwechsel seines Vaters ist die Familie Pulga nach Ferrara gezogen. Lucianos Rolle im Hausaufgaben-Team besteht v. a. im Abschreiben. Dafür unterhält er den Erzähler mit lustigen Anekdoten, scharfsinnigen spöttischen Beobachtungen der Lehrer und Schüler und er erzählt ihm von seinen sexuellen Erfahrungen. Mit Schmeicheleien seiner Begabung feuert er den Erzähler zu besserer Nutzung seiner Fähigkeiten an. Da dessen Mutter froh ist, dass ihr einsamer Sohn einen Freund gefunden hat, unterstützt sie die Beziehung durch Einladungen zum Abendessen.
Nachdem sich der Erzähler leistungsmäßig verbessert hat, wird er für Carlo zur Verstärkung seiner Hausaufgabengruppe interessant. Da er den „Schmarotzer“ Pulga jedoch nicht mit übernehmen will, lehnt der Erzähler seinen Beitritt ab. Darauf verspricht Carlo, ihm die Augen über den falschen Freund zu öffnen. Im Nebenzimmer versteckt, hört er, wie Luciano seine Familie verspottet, ihn karikiert und Intimitäten über ihn preisgibt. Der Erzähler ist niedergeschlagen über die Verleumdung und trennt sich sowohl von Carlo wie auch von Luciano, getraut sich aber nicht, ihm den Grund zu sagen. Er fühlt sich durch die neue Erfahrung noch einsamer, obwohl er das Schuljahr als Zweitbester abschließt.

## Inhalt
Dem Roman vorangestellt ist als Motto ein Zitat von Charles Baudelaire aus Les Fleurs du Mal: „Oh Herr! Gib mir die Kraft und den Mut, mein Herz und meinen Körper ohne Ekel zu betrachten.“

### Die neue Oberstufenklasse
Der Roman beginnt mit den Sätzen: „Ich bin in meinem Leben oft unglücklich gewesen […] Aber ich kann mich an keine Zeit erinnern, die schwärzer für mich gewesen wäre als die Monate vom Oktober 1929 bis zum Juni 1930, während ich die erste Klasse des ‚Liceo‘, der Oberstufe des Gymnasiums, besuchte.“
Der namentlich nicht genannte Erzähler beschreibt im ersten Kapitel die Schüler und Schülerinnen der aus den Resten der „Ginnasio“, der zweijährigen Unterstufe des Gymnasiums, neu zusammengesetzten ersten Klasse des „Liceo“, der Oberstufe des humanistischen Guarini-Gymnasiums. Viele bekannte Gesichter fehlen und er spekuliert über die Zukunft der Mädchen: die „Vamps“ mit den schlechten Noten heiraten oder gehen zum Film, die unattraktiven werden Apothekerinnen oder Lehrerinnen. Er selbst wurde nur durch eine Nachprüfung in Mathematik versetzt. Seinem langjährigen Freund Otello Forti gelang dies nicht und er wechselte an eine Internatsschule in Padua. Ohne ihn fühlt sich der Erzähler einsam. Die meisten Klassenkameraden kommen für ihn wegen sozialer Unterschiede oder anderer Interessen als Freunde nicht in Frage. Die „Faulpelze“ Verones und Danieli sind z. B. mehr durch ihre Bordellbesuche als durch Leistungen im Gespräch. Die wenigen, denen er sich gerne anschließen möchte, haben bereits ihren geschlossenen Zirkel, v. a. die „Großmacht“ Carlo Cattolica und seine Anhänger Boldini und Grassi. Der Erzähler wählt am Anfang im Klassenraum einen Einzelplatz und wird von Professor Guzzo neben den Primus Cattolica gesetzt.

### Rivalität mit Carlo Cattolica
Die Familie des Erzählers gehört zur gesellschaftlichen jüdischen Elite Ferraras. Der Vater arbeitet nicht mehr als Arzt, sondern privatisiert: Er verwaltet sein ererbtes Vermögen und besucht den angesehenen Klub der Kaufleute. Die Familie bewohnt mit den drei Kindern – dem Erzähler, seinem Bruder Ernesto und der Schwester Fanny – eine große Villa mit 50 Zimmern in der Via Scandiana. Carlo Cattolica (Kap. 2, 3) ist als Spitzenschüler Vorbild und Rivale des Erzählers. Gesellschaftlich sind sie einander ebenbürtig: Sein Vater ist Ingenieur. Er lebt in einer Villa in der Via Citadella und will Chirurg werden. Entwicklungsmäßig ist er dem Erzähler weit voraus: Er ist als Einziger der Klasse bereits verlobt und besucht seine Braut Graciella Accolti allabendlich mit seinem Fahrrad in Bondeno. Nachdem die beiden Banknachbarn werden, beobachten sie sich das Schuljahr über in freundlicher Distanz, aber auch Rivalität. Carlo gewährt dem Erzähler keine Unterstützung. Erst gegen Ende des Schuljahres ist er an einer Zusammenarbeit interessiert, zerstört dafür die Beziehung des Erzählers zu seinem Kompagnon Luciano und verstärkt durch seine Demaskierungsaktion die Vereinsamung des Erzählers.

### Freundschaft mit Luciano Pulga
Die merkwürdige Freundschaft des Erzählers mit Luciano Pulga ist das Kernstück des Romans. Der äußerlich unattraktive und nach Brillantine riechende Arztsohn aus Lizzano in Belvedere kommt nach den Weihnachtsferien in die Klasse, weil sein Vater Gemeindearzt in Coronella bei Ferrara geworden ist (Kap. 4). Zuvor hat er die Gymnasien in Poretta und in Bologna besucht. Während der Wohnungssuche in Ferrara ist die Familie zuerst einmal im wenig renommierten Hotel „Tripoli“ untergekommen, das auch stundenweise Zimmer an Prostituierte vermietet. In dieser Situation der neuen Schule, der räumlichen Einschränkung und der Beschäftigung der Eltern mit der Organisation des Umzugs sucht Luciano Anschluss und findet ihn schnell im isolierten Erzähler. Dieser bietet ihm bei der Besorgung der Schulbücher und der Orientierung in der Klasse seine Unterstützung an, und der pfiffige Luciano hat schnell herausgefunden, dass er von diesem Umgang profitieren kann. Er lädt sich in die Villa ein und lässt sich, da er noch keine Bücher hat, bei den Lektionen helfen. So werden gemeinsame Hausaufgaben zu einer Dauereinrichtung (Kap. 5), wobei Luciano die vom Erzähler gelösten Aufgaben abschreibt. Dafür lobt er dessen Fähigkeiten, ermuntert ihn zu besseren Leistungen und lästert über die Klasse und die Lehrer: Der Cattolica-Kreis bestehe nur aus Auswendiglernern und werde von den Lehrern ungerechtfertigt bevorzugt. Der Erzähler dagegen sei viel begabter und könnte auch in Mathematik und den Naturwissenschaften bei etwas mehr Eifer der Beste sein. Er ist der Hausherrin gegenüber sehr höflich und küsst ihre Hand. Sie freut sich über die Freundschaft für ihren bisher so einsamen Sohn, schätzt Luciano wegen seiner Umgangsformen und lädt ihn oft zum Abendessen ein. Der Vater dagegen lehnt Luciano ab, denn er hat dessen Vater als „Lästermaul“ Autoritäten gegenüber kennengelernt.
Während Luciano bei den Schulaufgaben dem Freund die Führung überlässt, ist er der Unterhalter (Kap. 6): Er erzählt Witze im Bologneser Dialekt und vermutlich erfundene, abenteuerliche Anekdoten aus seiner Zeit aus Lizzano, in denen er als Held die Rolle des scharfsinnigen und geschickten Schelms spielt. Es folgen Erzählungen über seinen die Kinder und Mutter verprügelnden Vater und Beobachtungen, die er während des vorübergehenden Aufenthalts der Familie im Hotel „Tripoli“ gemacht hat, wenn das Nachbarzimmer stundenweise an Prostituierte und ihre Kunden vermietet wurde und er die Paare durchs Schlüsselloch beobachten konnte. Ihre Gespräche werden immer intimer und konzentrieren sich auf ihre pubertäre Sexualität, von welcher der im Unterschied zu seinem Freund unerfahrene Protagonist zugleich fasziniert und angeekelt ist (Kap. 6).

### Demaskierung
Nach den Osterferien lädt Carlo den Erzähler zu gemeinsamen Hausaufgaben mit seinen Freunden ein, denn er hat dessen Kreativität bei Lösungsversuchen entdeckt. Als dieser auf seine Verabredungen mit Luciano seit Januar hinweist und den Vorschlag macht, den Freund einzubeziehen, lehnt Carlo dies strikt ab: Das sei für ihn kein Diskussionsthema (Kap. 7). Carlo sucht weiterhin das Gespräch mit dem Erzähler. Sie telefonieren oft abends miteinander und unterhalten sich über die Mitschüler und die Professoren: Seine Hausaufgabenfreunde Boldini und Grassi seien nicht ohne Wissen und Verstand, aber ihnen fehlten Inspiration und Phantasie und damit die wesentlichen Merkmale der Intelligenz. Damit will er offenbar sich und seinen Gesprächspartner auf eine höhere Ebene stellen. Dagegen verteidigt der Erzähler seinen Umgang mit Luciano. Er habe sich seiner angenommen, weil dieser ungerechterweise keinen Anschluss in der Klasse finde und ein treuer Kamerad sei. Carlo widerspricht ihm: Wenn das Wesen der Freundschaft gegenseitige Sympathie voraussetze, dann treffe dies auf sein Verhältnis zu Pulga nicht zu. Dieser sei ein Heuchler und spreche hinter seinem Rücken schlecht von ihm (Kap. 8). Der Erzähler reagiert zurückhaltend, da er eine Intrige des Rivalen vermutet. Aber er lässt sich schließlich doch auf ein Experiment ein.
Carlo lädt neben Boldini und Grassi auch Luciano in sein Zimmer ein und der Erzähler wird im Nachbarraum „hinter der Tür“ Zeuge der Unterhaltung (Kap. 9 und 10). Luciano genießt offenbar die Nähe zur Peergroup und unterhält sie mit seinen lustigen Anekdoten, dann geht er über zur Bewertung seiner Klassenkameraden und charakterisiert sie, im Rahmen einer Diskussion über die Seelenwanderung, durch Tiervergleiche (Kap. 11). Während er seinen Gesprächspartnern die Seelen eines Adler, eines Jaguars oder eines unermüdlich dammbauenden Bibers zuspricht, werden die anderen Schüler Ratten, Hyänen, Eseln, Schweinen, Läusen und Bandwürmern zugeordnet. Für sich selbst sucht er eine gutmütige Mikrobe wie den Syphiliserreger aus, die sich keine Sorgen um ihre Ernährung machen müsse und unsichtbar ohne Pflichten, aber mit Grips im Kopf als Parasit im Schlaraffenland leben dürfe. Nachdem Carlo das Gespräch auf den Erzähler gelenkt hat (Kap. 12), bezeichnet Luciano ihn und seine Familie als arrogante, eitle, reiche Juden. Der Vater arbeite nicht, sondern lebe als seniler alter Mann vom Kaufmannserbe der Eltern, während die Mutter erotische Signale an junge Männer, u. a. an ihn, aussende. Er sei vom Erzähler nicht als Kamerad und Mensch behandelt worden, sondern dieser habe an ihm nur seine schulische Überlegenheit genossen. Im Gegensatz zu ihm stehe jedoch der Erzähler noch auf einer kindlichen naiven Stufe und er habe ihn erst über die Sexualität der Jugendlichen und Erwachsenen informiert. Vermutlich sei er „schwul“, aber noch in einem unbewussten „potentiellen Stadium“.
Der Erzähler kann den Spott Lucianos nicht länger ertragen und schleicht sich durch eine Seitentür davon. Dieser Enthüllungsabend hat ihn verändert; er sieht jetzt seine Eltern und sich selbst als sexuelle Wesen. Er lässt sich von Guzzo einen Einzelplatz zuweisen und zieht sich auch von Luciano zurück, doch scheut er eine Aussprache mit ihm. So vereinsamt er in der Klasse wie zu Beginn des Schuljahres (Kap. 13). Auch die Freundschaft mit Otello Forti, der in den Ferien nach Hause kommt, erneuert er nicht und lässt sie auslaufen. Dessen guter Seifengeruch der Kindheit wird sich jedoch immer in seiner Erinnerung mit dem „widerwärtigen, beklemmenden Brillantinegeruch“ Lucianos verbinden.

### Ferien am Meer
Vom schulischen Aspekt her war der Start in der Oberstufe für den Erzähler erfolgreich: Er ist, knapp hinter Carlo, Klassenzweiter (Kap. 14). Luciano wird knapp versetzt und verlässt die Schule, weil sein Vater in Bologna eine Privatpraxis übernehmen wird.
Die beiden sehen sich noch einmal in den Ferien am Strand von Cesenatico an der Adria (Kap. 15). Unbekümmert, als wäre nichts vorgefallen, nistet sich Luciani wieder bei der Familie ein, fragt den Erzähler arglos nach der Ursache seiner Verstimmung und versucht die Kontakte wieder aufzunehmen, indem er ihn nach seinen Erfahrungen mit Mädchen befragt und ihn zur gemeinsamen Eroberung junger Frauen ermuntert. Dieser weicht aus, er habe ihm nichts vorzuwerfen und er habe schon eine Ferienfreundschaft mit einer Jungengruppe aus Bologna geschlossen. In der melancholischen Schlussszene des Kapitels rudern sie zusammen aufs offene Meer, und der Erzähler denkt mit dem Gefühl der Einsamkeit darüber nach, ob er Luciano die Wahrheit sagen soll. Aber er kann es nicht: „Schwerfällig im Begreifen, unfähig zu einer einzigen Geste, einem einzigen Wort, der Sklave meiner Feigheit und meines Grolls, blieb ich wie immer der kleine, ohnmächtige Theatermörder. Und weder jetzt noch später würde ich jemals die Kraft und den Mut in mir finden, um die Tür, hinter der ich mich wieder verbarg (vor Luciano und meiner Mutter zugleich verbarg) aufzureißen.“

## Vergleich mit dem „Finzi-Contini“-Erzähler
Hinter der Tür und Die Gärten der Finzi-Contini haben denselben Erzähler: den Arztsohn einer reichen jüdischen Familie, die in einer Villa in der Via Scandiana wohnt. In beiden Romanen werden seine Geschwister Ernesto und Fanny sowie sein Schulfreund Otelli Forti genannt. Zeitlich kann man Hinter der Tür nach dem 6. Kapitel des zweiten Teils der Finzi-Contini einordnen. Der 12- oder 13-jährige Protagonist ist im Juni 1929 nicht in die nächste Klasse des Guarini-Gymnasiums versetzt worden und muss sich im Oktober einer Nachprüfung in Mathematik unterziehen. Während in Hinter der Tür ein Beziehungskonflikt während des ersten Oberstufenjahrs 1929/30 im Zentrum steht, springt in die Gärten der Finzi-Contini die Handlung ins Jahr 1938.

## Biographische Bezüge
Ähnlich wie der Erzähler wuchs Bassani in einer jüdischen Arztfamilie auf. Er hatte zwei Geschwister, Paolo und Jenny. Seine Kindheit und Jugend verbrachte er in Ferrara, wo er 1934 am Liceo classico Ludovico Ariosto die italienische Entsprechung des Abiturs ablegte.